# Hometown Glory
«Hometown Glory» — перший сингл дебютного студійного альбому британської соул-співачки Адель — «19». Сингл вийшов 22 жовтня 2007.

## Список композицій
7" грамофонна платівка
1. "Hometown Glory"
2. "Best for Last"

Великобританський CD-сингл
1. "Hometown Glory" – 4:32
2. "Fool That I Am" (Live) – 3:45

Цифровий міні-альбом
1. "Hometown Glory" – 3:40
2. "Hometown Glory" (Axwell Radio Edit) – 3:35
3. "Hometown Glory" (Axwell Club Mix) – 5:11
4. "Hometown Glory" (Axwell Remode) – 5:55
5. "Hometown Glory" (High Contrast Remix) – 6:36
6. "Hometown Glory" (High Contrast Remix) [Instrumental] – 6:35

Перевидана 7" грамофонна платівка
1. "Hometown Glory" – 4:32
2. "Fool That I Am" (Live) – 3:45

12" грамофонна платівка
1. "Hometown Glory" (High Contrast remix)
2. "Hometown Glory" (High Contrast remix instrumental)

## Чарти
Тижневі чарти
| Чарт (2007-2012)                                                        | Позиція |
| ----------------------------------------------------------------------- | ------- |
| Бельгія (Фландрія) (Ultratop)                                           | 3       |
| Бельгія (Валлонія) (Ultratop)                                           | 14      |
| Європейський Союз (Eurochart Hot 100 Singles) (Billboard/Music & Media) | 58      |
| Франція (SNEP)                                                          | 51      |
| Ірландія (IRMA)                                                         | 78      |
| Нідерланди (Dutch Top 40) (MegaCharts)                                  | 25      |
| Нідерланди (Single Top 100) (MegaCharts)                                | 86      |
| Шотландія (Official Charts Company)                                     | 18      |
| Велика Британія (UK Singles Chart) (Official Charts Company)            | 19      |

## Сертифікація та продажі
| Країна                | Сертифікат (таблиця продажів та сертифікатів) | Продажі  |
| --------------------- | --------------------------------------------- | -------- |
| Канада (Music Canada) | Золото                                        | +40,000  |
| Велика Британія (BPI) | Золото                                        | +400,000 |
| США (RIAA)            | Золото                                        | +500,000 |